# 1977年10月12日の日食

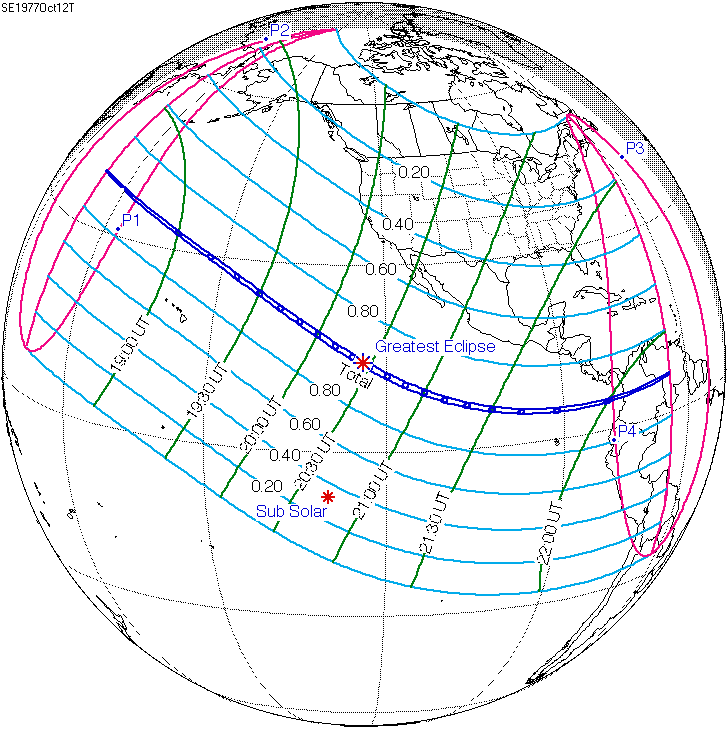

1977年10月12日の日食は、1977年10月12日に観測された日食である。南米のコロンビアとベネズエラで皆既日食が観測され、北アメリカの大部分、南アメリカの北西半分および以上の地域の周辺の一部で部分日食が観測された。

## 通過した地域
皆既帯が通過した、皆既日食が見えた地域はコロンビアの一部とベネズエラ西部だった。
また、皆既日食が見えなくても、部分日食が見えた地域はミクロネシアの東半分、ポリネシアの北半分、カナダ西部と南部、アメリカ全国、イギリス領バミューダ諸島、中央アメリカ全部、ソ連東部（現在のロシアに属する）、南アメリカ大陸のブラジル西半分・チリ北部・アルゼンチン北部・パラグアイ北西半分・同じ大陸の他の国の全ての領土（ウルグアイを除く）だった。そのうちほとんどは国際日付変更線の東にあり、現地時間10月12日に日食が見え、残りの部分では10月13に見えた。

## 観測
ジェイ・パサチョフ教授率いるアメリカのウィリアムズ大学観測隊はナショナルジオグラフィック協会の資金提供で、船で太平洋北東部の洋上で皆既日食を観測し、皆既食の時の空とコロナを撮影し、コロナのスペクトルと赤外線画像を撮った。